# Pino Quartullo
Pino Quartullo, född 12 juli 1957 i Civitavecchia, är en italiensk skådespelare, manusförfattare, regissör och filmproducent. Han har en dotter tillsammans med skådespelaren Elena Sofia Ricci.

## Filmografi roller i urval
- 1998 - Le faremo tanto male
- 1992 - Quando eravamo repressi
- 1987 - Secondo Ponzio Pilato